# François-Virgil Dubillard
François-Virgil Dubillard (ur. 16 lutego 1845 w Soye, zm. 1 grudnia 1914 w Chambéry) – francuski duchowny katolicki, kardynał, arcybiskup Chambéry. 

## Życiorys
Święcenia kapłańskie przyjął 5 września 1869 roku w Besançon. Pracę duszpasterską podjął w archidiecezji Besançon. Od 1872 roku był profesorem teologii dogmatycznej w seminarium duchownym w Besançon, a od 1881 roku był jej rektorem. W latach 1890–1899 był wikariuszem generalnym. 14 grudnia 1899 roku otrzymał nominację na biskupa Quimper, a sakrę biskupią przyjął 24 lutego 1900 roku w archikatedrze metropolitalnej w Besançon z rąk abp. Fulberta Petita arcybiskupa Besançon. Ingres do katedry w Quimper odbył 22 marca 1900 roku. 16 grudnia 1907 roku przeniesiony na stolicę metropolitalną w Chambéry. Na konsystorzu 27 listopada 1911 roku papież Pius X wyniósł go do godności kardynalskiej z tytułem kardynała prezbitera S. Susannae. Nie uczestniczył w konklawe w 1914 roku z powodu złego stanu zdrowia. Zmarł 1 grudnia 1914 roku w Chambéry. Pochowano go w archikatedrze metropolitalnej w Chambéry.